# 志度駅
志度駅（しどえき）は、香川県さぬき市志度にある、四国旅客鉄道（JR四国）高徳線の駅である。駅番号はT19。
特急を含む全ての旅客営業列車が停車する。

## 歴史
- 1925年（大正14年）8月1日：鉄道省高徳線の駅として開業[2][3]。
- 1970年（昭和45年）6月1日：貨物取扱廃止[2]。
- 1985年（昭和60年）3月14日：荷物扱い廃止[2]
- 1987年（昭和62年）4月1日：国鉄分割民営化によりJR四国の駅となる[2]。
- 1989年（平成元年）6月10日：駅敷地内に「ジョイフル」が開業[4]。
- 1997年（平成9年）6月13日：橋上駅舎化工事に着手[5]。
- 1998年（平成10年）4月17日：橋上駅舎化[1]。
- 2021年（令和3年）10月以降：みどりの券売機プラスの利用を開始[6]。
- 2022年（令和4年）
  - 1月31日：みどりの窓口が営業を終了[7]。
  - 12月28日：この日をもって、「志度駅ワーププラザ」の営業を終了[8]。

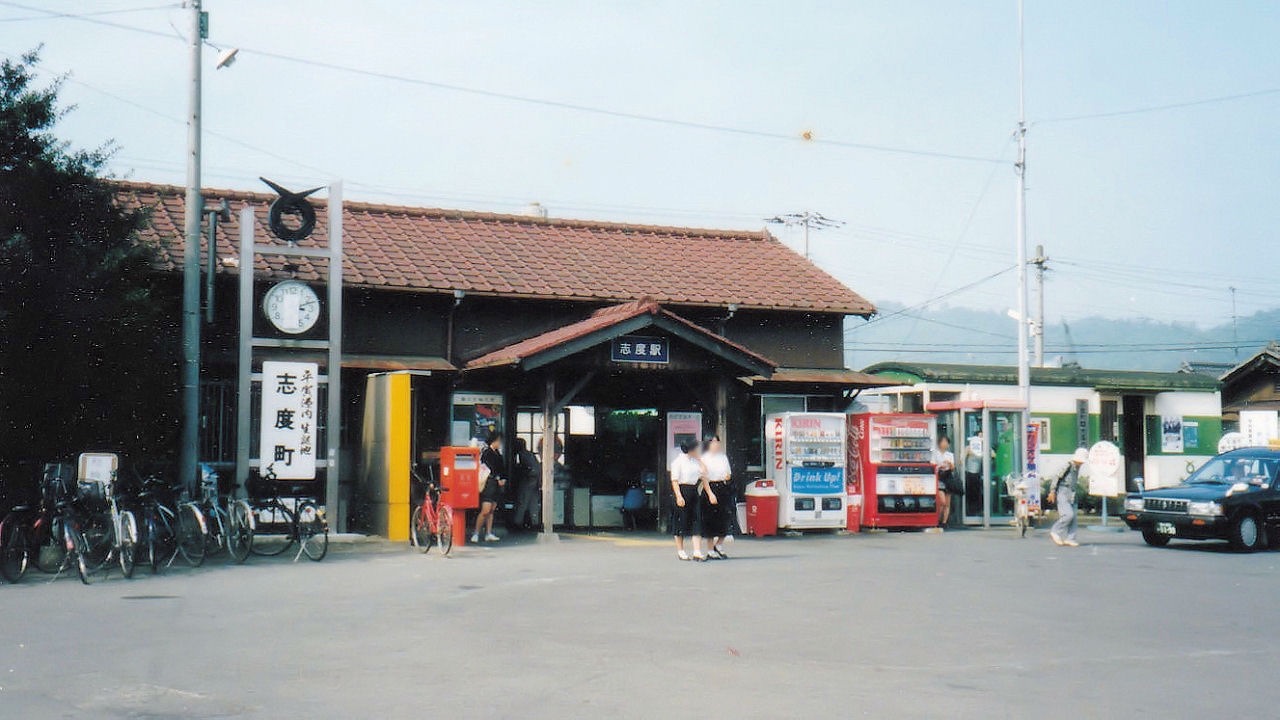
旧駅舎（1991年8月）

## 駅構造
島式ホーム・相対式ホーム2面3線を持つ地上駅で、橋上駅舎を有する。かつては相対式ホーム2面2線を持ち地上駅舎を有し、各ホームを連絡する構内踏切があった。
敷地内の建物にJR四国がフランチャイズ運営するレストラン喫茶・ジョイフル志度店が入居していたが撤退した。その後、JR四国がフランチャイズ運営するコンビニエンスストア・ミニストップ志度駅前店が入居したが撤退し、2013年現在は名物かまどの直営店舗になっている。また駅構内にはKIOSKも設置されていたが、橋上駅舎の供用開始後半年もしないうちに撤退となった。2012年8月10日、敷地内にローソン志度駅前店がオープンした。構内には、さぬき市観光案内所（2002年開所 - 2015年3月30日閉所）が入居していたが撤退した。
2013年現在、当駅は高徳線内（高松・徳島両駅を除く）における唯一の駅長配置駅となっている。

### のりば
| のりば  | 路線    | 方向 | 行先                   |
| ------- | ------- | ---- | ---------------------- |
| 1・2・3 | ■高徳線 | 下り | 三本松・引田・徳島方面 |
| 1・2・3 | ■高徳線 | 上り | 高松・岡山方面         |

- 特急列車は1番のりばまたは2番のりばに停車する。
- 高速化工事に際して、2番のりばを本線とする一線スルー構造に変更されたが、2019年時点では当駅を通過する定期営業列車は設定されていない。

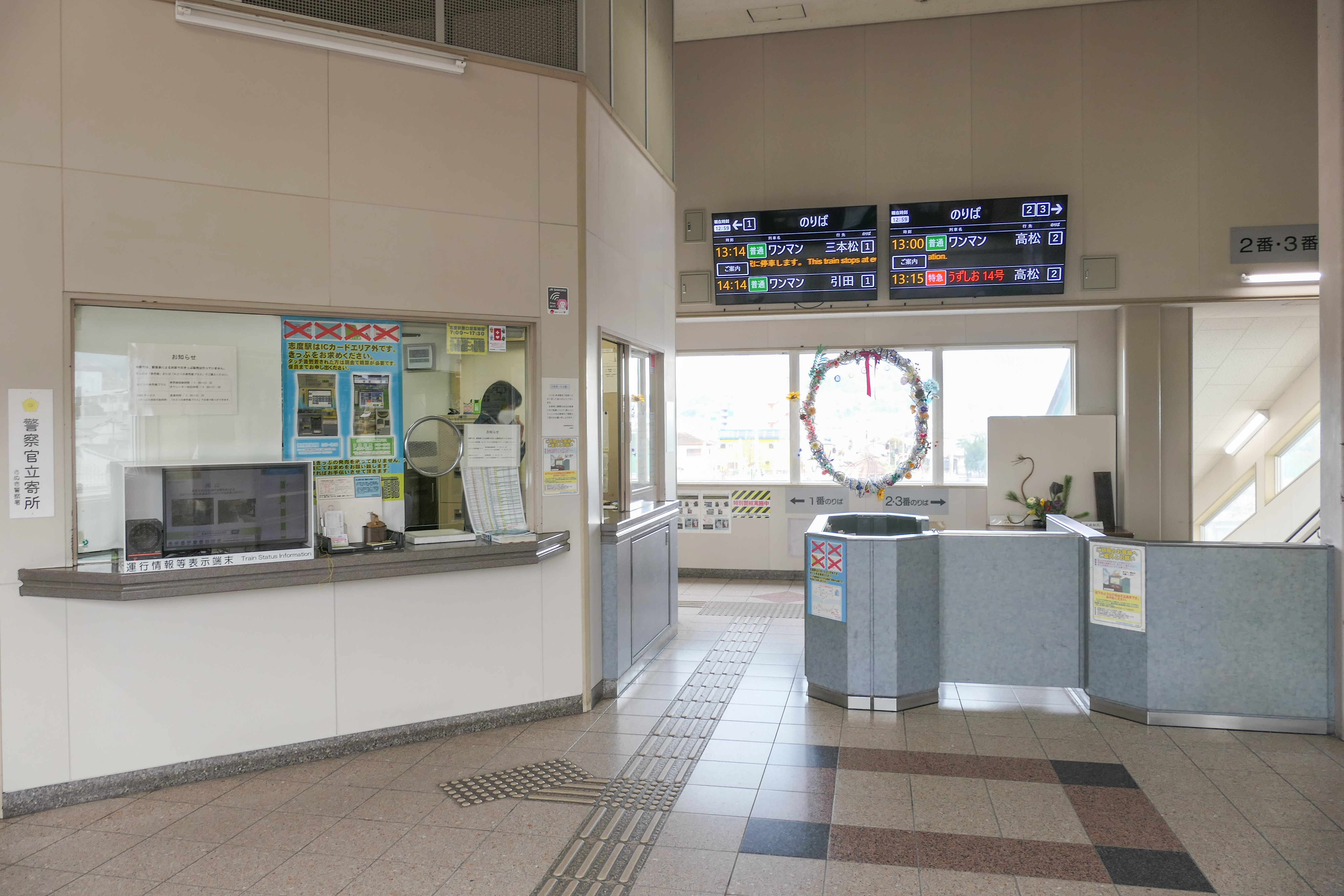
改札口（2025年1月）
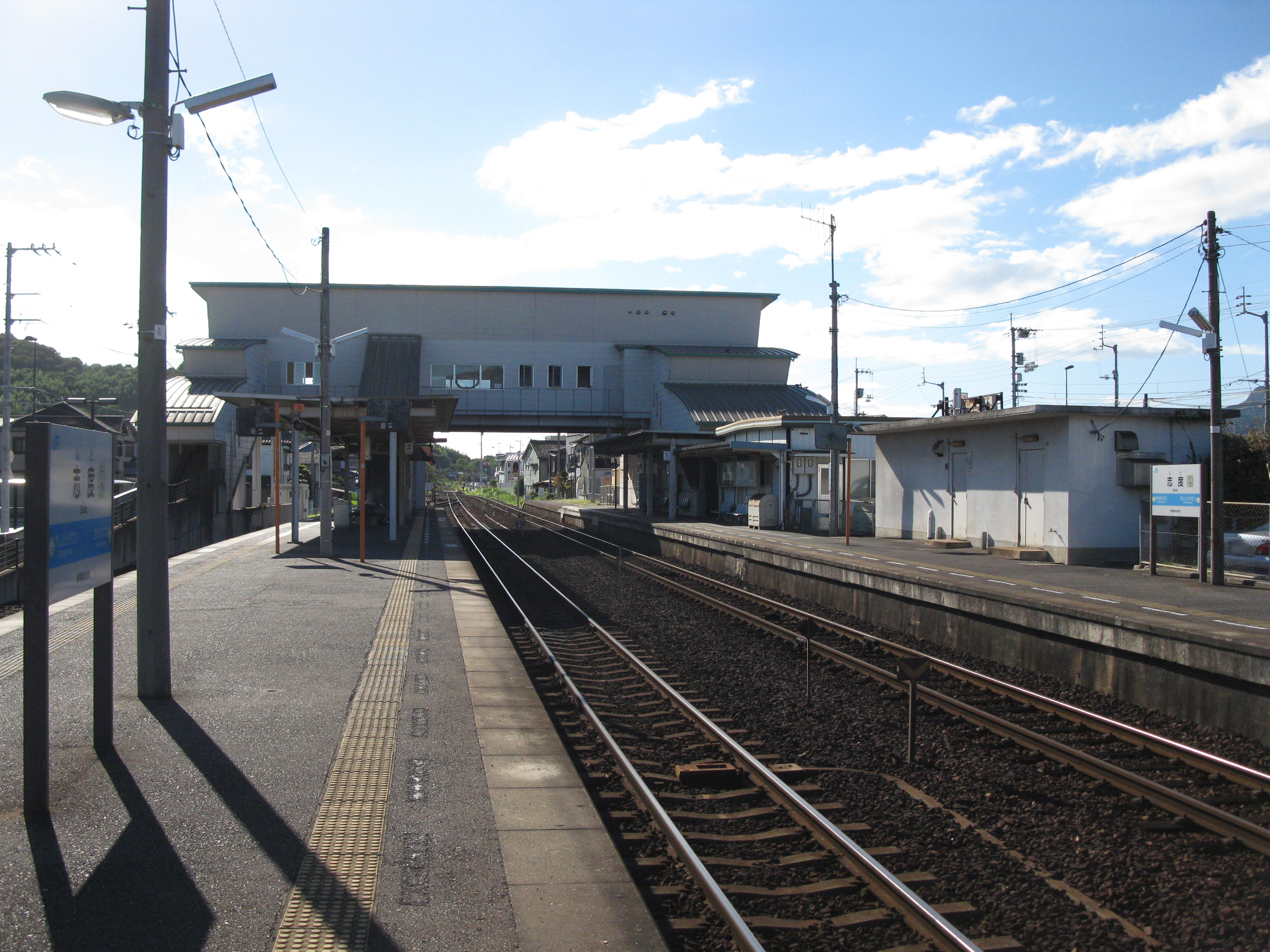
ホーム（2010年8月）

## 利用状況
一日平均の乗車人員は以下の通り。
高松琴平電気鉄道志度線の終点である琴電志度駅と比べると約2倍程の利用がある。
| 乗車人員推移 | 乗車人員推移 |
| 年度         | 1日平均人数  |
| ------------ | ------------ |
| 2008         | 1,087        |
| 2009         | 1,076        |
| 2010         | 1,009        |
| 2011         | 975          |
| 2012         | 944          |
| 2013         | 970          |
| 2014         | 969          |

## 駅周辺

### 北口
- さぬき市役所
- 香川県さぬき警察署
- さぬき市立志度保育園

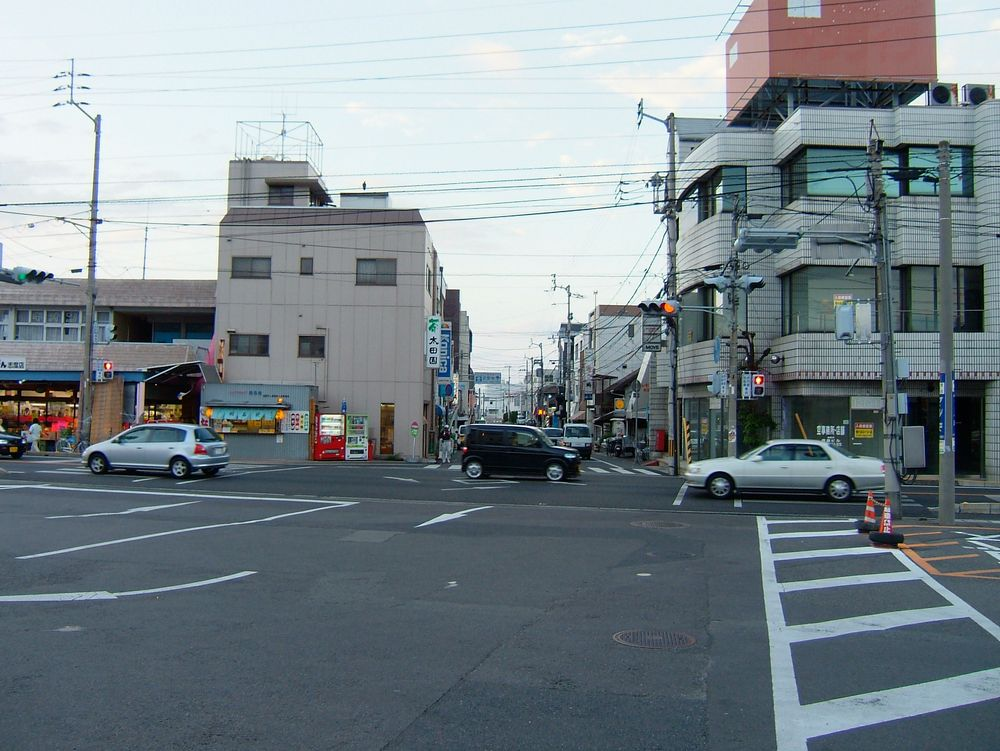
駅前（2006年8月）

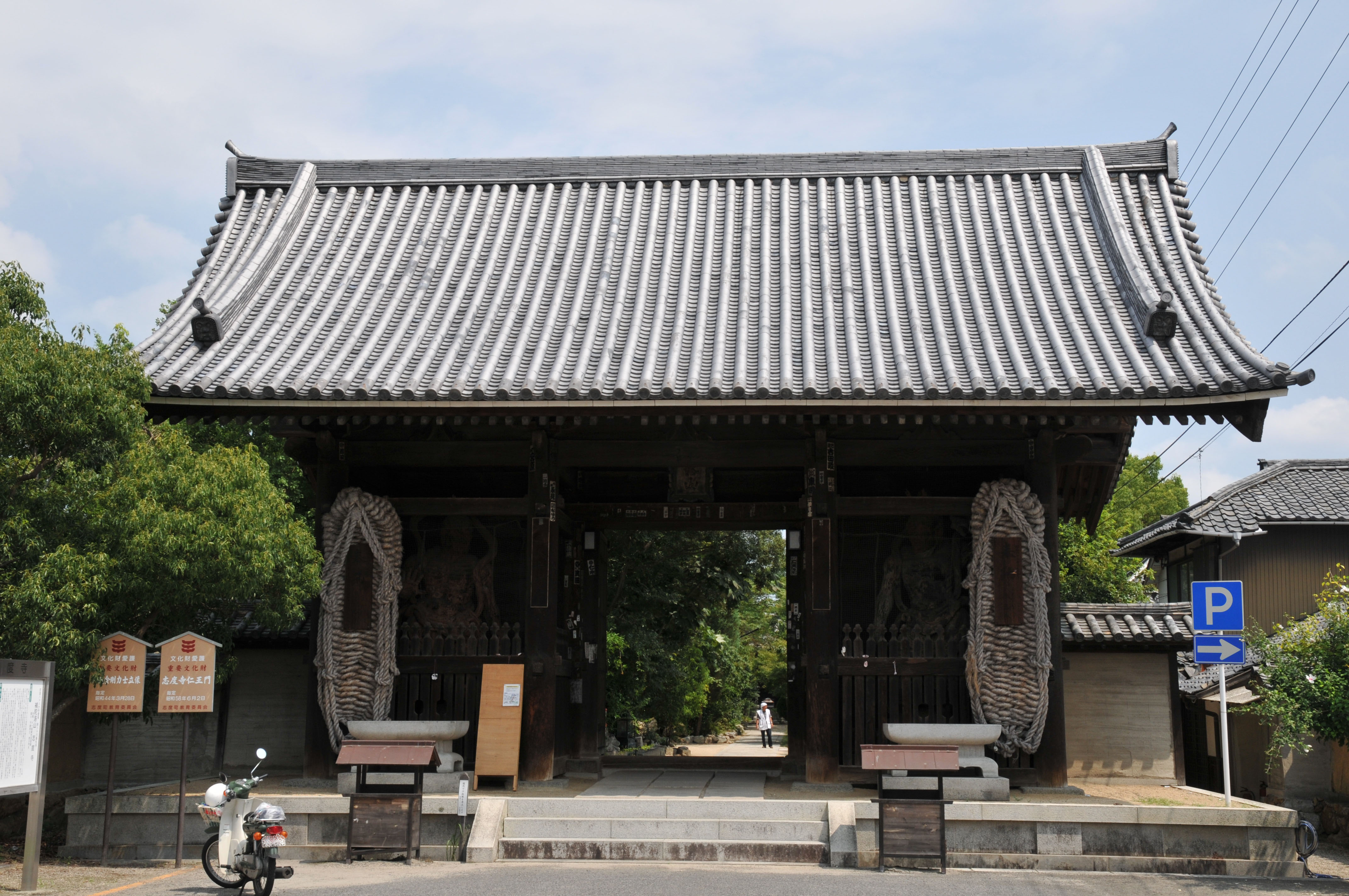
志度寺 仁王門（重要文化財）

- さぬき市志度公民館（さぬき市志度働く婦人の家）
- さぬき市青少年交流プラザ
- さぬき市立志度図書館
- 日本郵便志度郵便局
- 百十四銀行志度支店
- 中国銀行志度支店・津田支店・長尾支店
- 香川銀行志度支店
- 高松信用金庫志度支店
- 四国労働金庫志度支店
- 香川県農業協同組合志度支店
- さぬき市志度総合運動公園
  - さぬき市志度総合運動公園野球場
  - さぬき市志度総合運動公園運動場
  - さぬき市志度音楽ホール
  - さぬき市志度社会福祉センター
- さぬき市平賀源内記念館
- 平賀源内旧宅
- 四国八十八箇所第86番札所志度寺
- 志度湾
- 国道11号
- 香川県道135号大串志度線
- 高松琴平電気鉄道志度線琴電志度駅
- さぬき市コミュニティバス志度駅停留所

### 南口
- 社会福祉法人葭池福祉会幼保連携型認定こども園よしいけこども園
- さぬき市立志度幼稚園
- さぬき市立志度小学校
- さぬき市立志度中学校
- 香川県立志度高等学校
  - 香川県立志度高等学校第二グラウンド
- さぬき市志度学校給食共同調理場
- さぬき市志度武道館
- 生活協同組合コープかがわコープ志度店
- フジ志度店
- 香川県道147号太田上町志度線
- さぬき市道志度駅南中央線

## 接続する他の交通機関

### 鉄道
- 高松琴平電気鉄道志度線琴電志度駅

### バス

#### 路線バス
- さぬき市コミュニティバス志度駅停留所

#### 高速バス
- 志度バスストップ（バス約7分、徒歩約30分）

## 隣の駅
四国旅客鉄道（JR四国）
■高徳線
- 特急「うずしお」停車駅

■普通
讃岐牟礼駅 (T20) - 志度駅 (T19) - オレンジタウン駅 (T18)